# Comte de Worcester
Le titre de comte de Worcester a été créé plusieurs fois dans la pairie d'Angleterre. De nos jours, le titre est un titre subsidiaire détenu par le duc de Beaufort.
La ville de Worcester se situe dans le Worcestershire, à l'ouest de l'Angleterre.

## Histoire du titre
Le roi Étienne d'Angleterre l'a créé la première fois pendant la guerre civile anglaise dite l'Anarchie anglaise, pour Galéran IV de Meulan, comte de Meulan, un membre de la famille de Beaumont, l'un de ses principaux soutiens dans le conflit pour la couronne d'Angleterre.
Le 2 novembre 1642, Henry Somerset, le 5e comte fut créé marquis de Worcester pour son aide dans la restauration du roi Charles II. Depuis le titre de comte n'est plus porté qu'en tant que titre de courtoisie.

## Première création (1138)
- 1138-1153 : Galéran IV de Meulan († 1166), comte de Meulan.

## Deuxième création (1397)
- 1397-1403 : Thomas Percy (1343 – 1403).

## Troisième création (1420)
- 1420-1422 : Richard de Beauchamp (en) († 1422).

## Quatrième création (1449)
- 1449-1470 : John Tiptoft († 1470) ;
- 1470-1485 : Edward Tiptoft (ru) († 1485).

## Cinquième création (1514)
- 1514-1526 : Charles Somerset († 1526) ;
- 1526-1549 : Henry Somerset († 1549) ;
- 1549-1588 : William Somerset († 1589) ;
- 1588-1627 : Edward Somerset († 1628) ;
- 1627-1646 : Henry Somerset († 1646), créé marquis de Worcester en 1642.